# 竹内彩華
竹内 彩華（たけうち あやか、1991年10月21日 - ）は、日本のフリーアナウンサー。

## 略歴・人物
石川県金沢市出身。日本女子大学文学部卒業後、2014年に地元の石川テレビへ入社。2015年10月に石川テレビを退社し、2016年1月にテレビ信州へ移籍。2018年7月末でテレビ信州を退社。
長野県のご当地アイドルグループ・パラレルドリームと仲が良い。

## 過去の出演番組

### 石川テレビ
- 石川さん情報Live リフレッシュ
- 石川テレビスーパーニュース
- 石川さん みんなのニュース
- SHOPてチョーダイ!
- 石川さん こんやのニュース
- 北陸中日新聞テレビ日曜夕刊

### テレビ信州
- ゆうがたGet!
- 冬の祭典
- TSBニュース・天気予報
- 奥様はホームドクター
- Fresh
- 夏の南信!女子会ツアー!!（2016年7月24日）
- 冬の南信!女子会ツアー!!（2016年12月4日）

### フリー転身後
- こんやの看板娘（北陸朝日放送）